# André Savignon
André Savignon (* 1. Januar 1878 in Tarbes; † 10. Januar 1947 in London) war ein französischer Schriftsteller. 1912 erhielt er den  Prix Goncourt für den Roman Les filles de la pluie, der das tägliche Leben auf der Insel Ouessant beschreibt.
Schon vor dem Ersten Weltkrieg war er häufig in England (besonders in Plymouth) und ebenso ab 1939, als er dort vom Krieg überrascht wurde. Er wohnte danach in London, wo er in einem Hospital an Lungenentzündung starb. Hauptberuflich war er Journalist.
Er war Ritter der Ehrenlegion.

## Werke
- Les Vigies des mers, Fayard, 1908
- Filles de la pluie, Grasset, 1912, Le Livre Moderne Illustré 1924
- Une femme dans chaque port, Flammarion, 1918
- Le Secret des eaux, Calmann-Lévy, 1923
- La Tristesse d’Elsie, Calmann-Lévy, 1924
- La Dame de la "Sainte-Alice", Calmann-Lévy, 1926
- Tous les trois, Calmann-Lévy, 1928
- Saint-Malo, nid de Corsaire, La Renaissance du Livre, 1931
- Au petit bateau, La Renaissance du Livre, 1932
- Petits miroirs de la mer, mit Abel Bonnard, Claude Farrère, Maurice Guierre, Jean Painlevé und Roger Vercel, Biomarine; Perceval, 1934
- Occupation, Édition de France, 1938
- Le Feu du ciel, Plymouth 1940–1941, Le Cercle d’or, 1984
- Dans ma prison de Londres (1939–1946), Ketel, 1962